# Albert Namatjira

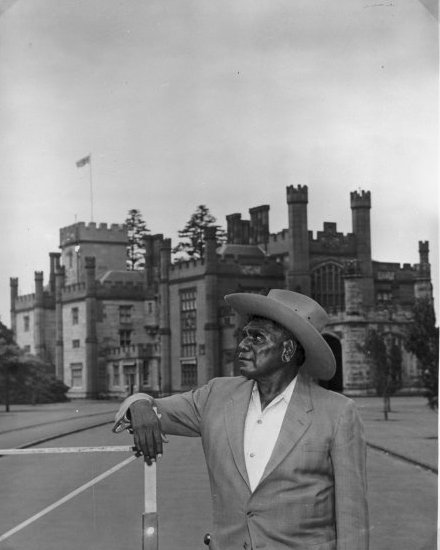
Albert Namatjira voor Government House, Sydney (1947)

Albert (Elea) Namatjira (Hermannsburg nabij Alice Springs, 28 juli 1902 – Alice Springs, 8 augustus 1959) was een Australisch kunstschilder behorend tot de Aranda-stam. Hij was de grondlegger van de Hermannsburg School en de eerste Aboriginal die schilderijen in de Europese stijl vervaardigde en daarmee nationale en internationale erkenning verwierf.

## Biografie

### Jonge jaren

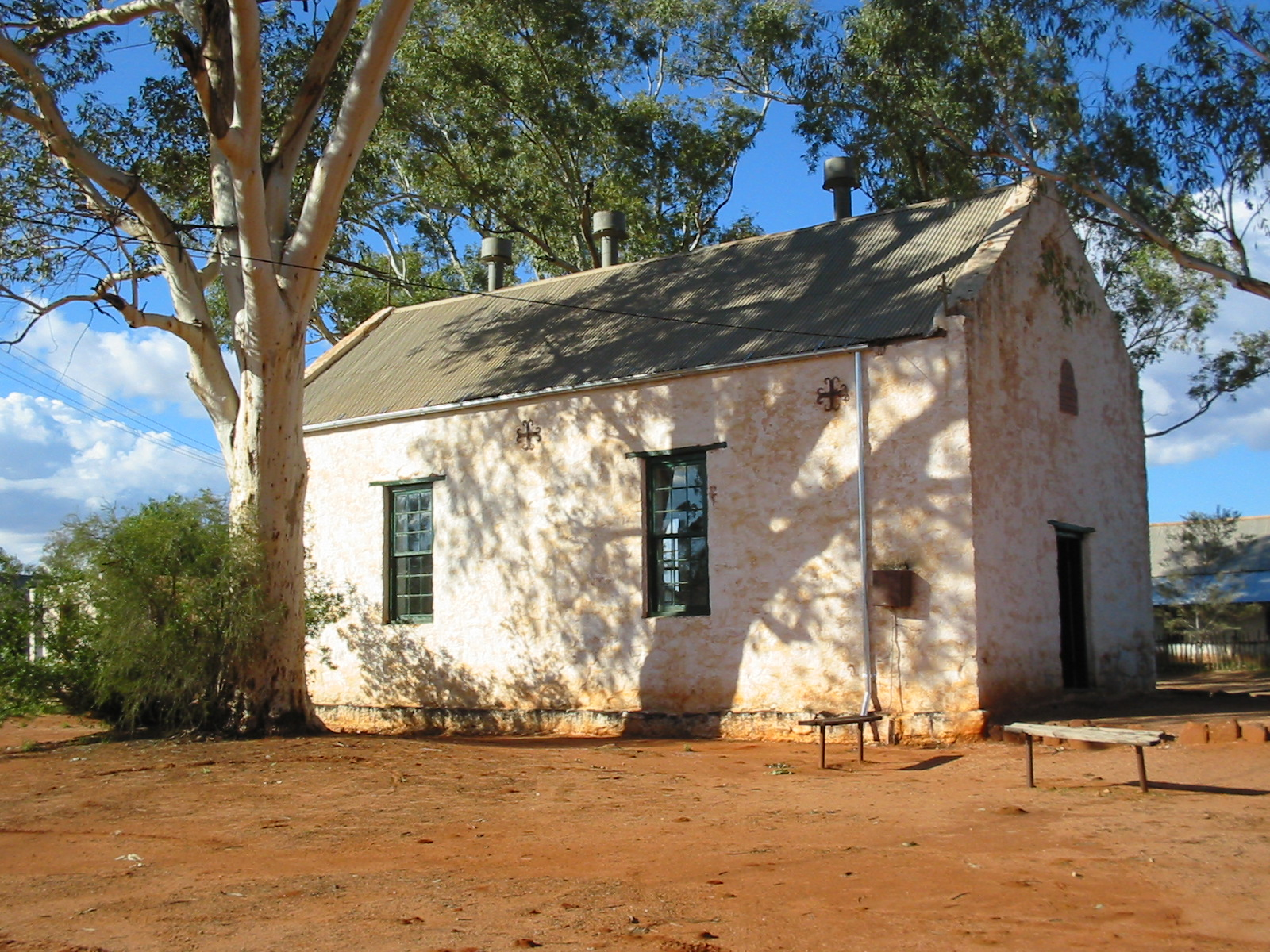
Lutherse kerk van Hermannsburg

Albert Namatjira werd op 28 juli 1902 geboren in de buurt van de Lutherse missie Hermannsburg, circa 120 km ten zuidwesten van Alice Springs. Hij behoorde tot de Western Arrernte en zijn oorspronkelijke nam was Elea. Hij was de zoon van Namatjira en Ljukuta.
In 1905 werden zijn ouders lid van de Lutherse kerk en lieten zij zichzelf en hun zoon dopen. Vanaf dat moment waren hun namen Jonathan, Emilie en Albert Namatjira. Albert begon de naam van zijn vader pas te gebruiken toen hij als schilder bekend werd. In het begin signeerde hij zijn schilderijen alleen met Albert, pas later met Albert Namatjira.
Albert woonde een deel van zijn jeugd gescheiden van zijn ouders op de missiepost in Hermannsburg. Hier bezocht hij ook de School for Aborigines. Op 13-jarige leeftijd werd hij volgens de traditionele gebruiken van de Aranda geïnitieerd.
In zijn jeugd leerde Albert het Kukatja meisje Ilkalita kennen. Zijn ouders waren tegen zijn vriendschap met haar, omdat ze niet gedoopt was en omdat ze tot een groep vrouwen behoorde met wie hij volgens de traditionele wetten niet mocht trouwen. Toen Albert 18 jaar was, verliet hij samen met Ilkalita de missie. Ze kregen drie kinderen (Enos, Oscar en Maisie). Albert werkte o.a. als veedrijver. Drie jaar later keerden ze terug naar Hermannsburg en in 1923 werd Ilkalita gedoopt. Zij kreeg de naam Rubina. Albert en Rubina trouwden op de missie en kregen daarna nog zeven kinderen (Hazel, Nelda, Ewald, Martha, Violet, Keith, Maurice). Nelda en Violet stierven als baby.

### Artistiek ontwaken

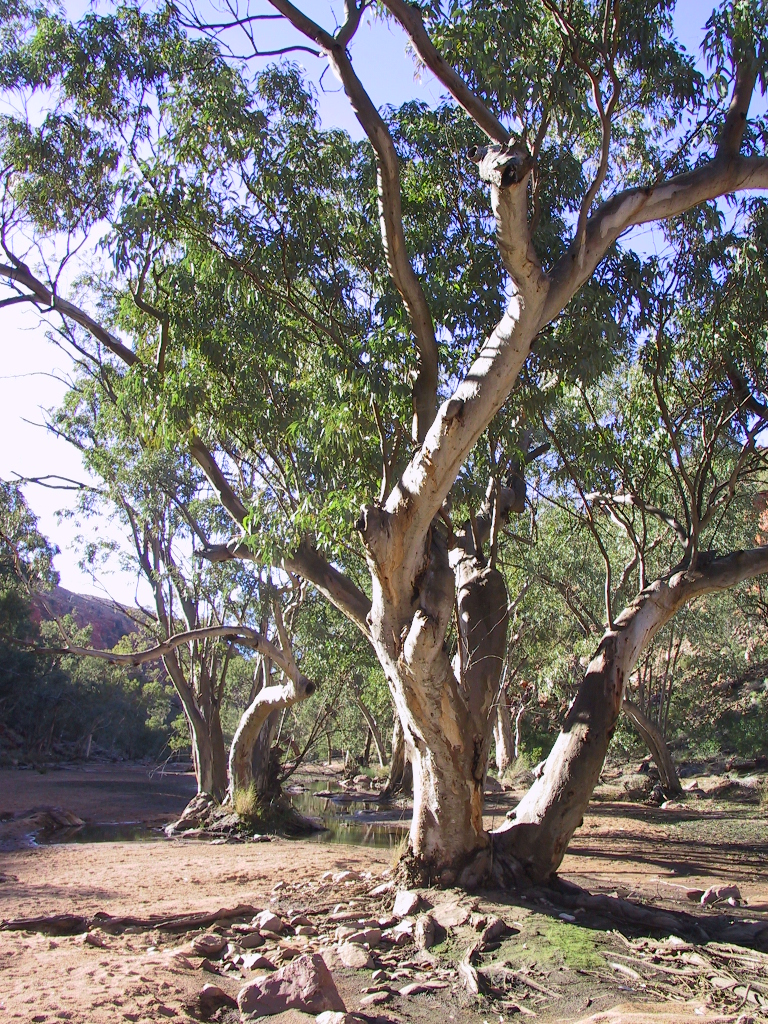
Terugkerend motief. Gomboom bij de Finke River, MacDonnell Ranges

In 1926 kreeg de missie in Hermannsburg een nieuwe opzichter, dominee Friedrich Wilhelm Albrecht. Om geld in te zamelen motiveerde hij de Aranda om kunstvoorwerpen te vervaardigen voor toeristen. Albert toonde zich zeer bekwaam in het vervaardigen van houten kunstwerkjes met ingebrande bloemen, dieren en landschappen (houtbranden).
In 1934 bezochten de Australische landschapsschilders Reginald Ernest Battarbee en John Gardner de missie in Hermannsburg. Ze maakten waterverfschilderijen van de MacDonnell Ranges en stelden deze vervolgens op de missie tentoon. Albert raakte vooral gefascineerd door het werk van Rex Batterbee en in 1935 maakte hij zijn eerste schilderijen.
Albert wist dat Batterbee nog een keer terug wilde komen om nog meer schilderijen van de landschappen in de omgeving van Hermannsburg te maken en bood aan om hem als kameeldrijver te begeleiden in ruil voor schilderlessen. In 1936 keerde Batterbee inderdaad terug en nam Alberts aanbod aan. Op twee tochten van elk een maand begeleidde Albert de schilder naar talloze plekken, die tot dan toe alleen bij de Aboriginals bekend waren. Onder leiding van Batterbee ontwikkelde Albert zich snel tot een bekwaam schilder.
Albert Namatjira schilderde landschappen op het land van zijn vader en moeder dat ten westen van Alice Springs ligt rond Glen Helen en Palm Valley. Veel voorkomende motieven zijn de MacDonnell Ranges met hun valleien en gombomen.
In 1937 verkocht Albert zijn eerste schilderijen en in datzelfde jaar werden er bij een tentoonstelling van Rex Batterbee in Adelaide ook drie werken van Albert opgehangen. Deze werden uitvoerig en met lovende woorden beschreven in het artikel “An Arunta Landscapist” dat op 28 juli 1937 in de krant The Advertiser verscheen. Hierin wordt Albert als een productieve, maar zeer zelfkritische schilder beschreven.
De schilderijen van Albert vielen bijzonder in de smaak bij Lady Huntingfield, de vrouw van de gouverneur van Victoria, William Vanneck. Zij organiseerde in 1938 zijn eerste solotentoonstelling in de Fine Art Society Gallery in Melbourne. Alle 41 getoonde schilderijen werden binnen drie dagen verkocht. Hierna volgden er verdere solotentoonstellingen, o.a. in 1939 in Adelaide, in 1944 in Melbourne, in 1945 in Sydney en in 1946 opnieuw in Adelaide. De getoonde werken werden allemaal in razend tempo verkocht. Hierdoor was Albert in staat om een klein huis nabij Hermannsburg te bouwen en een auto te kopen.

### Hermannsburg School
Albert inspireerde andere Aranda om te gaan schilderen en vanaf het begin van de jaren veertig raakten ook Walter Ebatarinja, de broers Otto, Reuben en Edwin Pareroultja en andere schilders uit de omgeving bekend. Hun landschapsschilderijen in klassieke stijl werden als een nieuwe stroming in de Australische schilderkunst gezien, die later de Hermannsburg School werd genoemd. Ook deze kunstenaars werden positief ontvangen. Tot de Hermannsburg School behoren ook Alberts zonen Enos, Oscar, Ewald, Keith en Maurice en zijn kleinzoon Gabriel. Albert bleef echter de beroemdste schilder van de Hermannsburg School.
In 1991 ging er in Australië een rondreizende tentoonstelling van start onder de naam "The Heritage of Namatjira". Gedurende twee jaar waren de werken van schilders uit Hermannsburg overal in het land te zien en kregen Albert Namatjira en de Hermannsburg School nog een keer de erkenning die ze verdienden.

### Jaren van tegenspoed

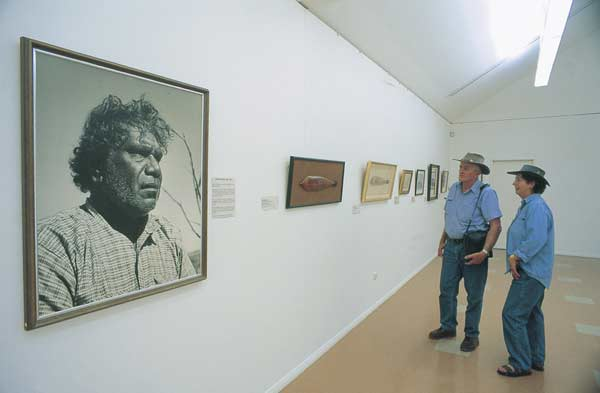
Albert Namatjira Gallery, Alice Springs

Alberts succes bleef groeien totdat zijn leven in 1949 een andere wending kreeg. Behalve door het overlijden van zijn dochters Hazel (1949) en Martha (1950) en een schietongeluk van zijn zoon Ewald, werd Alberts leven toenemend overschaduwd door het assimilatiebeleid van de Australische regering. Volgens de geldende assimilatiewetgeving mochten Aboriginals geen grond pachten of kopen. Albert wilde een eigen veebedrijf starten, maar zijn pachtverzoeken werden afgewezen.
Tegelijkertijd was hij overal in Australië een gevierd kunstenaar. Er volgden nieuwe solo- en groepstentoonstellingen en zijn schilderijen vonden verder gretig aftrek. In 1953 ontving hij zelfs een koninklijke medaille en het jaar erop ontmoette hij koningin Elizabeth II van het Verenigd Koninkrijk in Sydney.
Vanaf 1956 begon deze paradoxe situatie waarin Albert Namatjira verkeerde, steeds meer haar tol te eisen. Toen zijn vader Jonathan in 1956 overleed, ging het snel bergafwaarts. Terwijl zijn schilderijen verder werden tentoongesteld en succesvol werden verkocht, begon zijn gezondheid te tanen. Toen Albert en zijn vrouw Rubina in 1957 het Australisch Staatsburgerschap kregen toegekend, verergerde dat de situatie alleen maar. Albert mocht nu ineens alles doen wat Europese Australiërs ook mochten, zoals land kopen, alcohol drinken en stemmen. Maar het leven van zijn kinderen, familie en vrienden bleef beperkt onder de assimilatiewetgeving. Dit leidde tot innerlijke conflicten die uiteindelijk tot een gevangenisstraf van zes maanden leidden. Zijn vriend Douglas Lockwood beschreef de situatie als volgt in het artikel “Rise and fall of Namatjira” in de krant The Herald:
”He did unto others as he would have others do to him – he gave a mate a drink of rum. He knew the white law said he musn’t. He knew the black law said he must. The black law won and Albert lost.”
Zijn gevangenisstraf voor het verstrekken van alcohol aan andere Aboriginals werd vanwege zijn zorgwekkende gezondheidssituatie uiteindelijk verminderd tot twee maanden. Na zijn vrijlating verslechterde zijn gezondheid verder en leed hij aan depressies. Op 8 augustus 1959 overleed hij aan een hartaanval in het ziekenhuis van Alice Springs. Hij werd in Alice Springs begraven.
Na zijn dood schoten de prijzen van zijn schilderijen omhoog en werden er talloze werken verkocht. Zijn schilderijen zijn tegenwoordig overal in Australië in musea te zien.